# Lyctoxylon beesonianum
Lyctoxylon beesonianum är en skalbaggsart som beskrevs av Pierre Lesne 1936. Lyctoxylon beesonianum ingår i släktet Lyctoxylon och familjen kapuschongbaggar. Inga underarter finns listade i Catalogue of Life.